# Kenny Rankin
Kenny Rankin (* 10. Februar 1940 in Manhattan, New York; † 7. Juni 2009 in Los Angeles) war ein US-amerikanischer Pop- und Jazzsänger und Songschreiber.

## Leben und Wirken
Rankin wuchs im multikulturellen New Yorker Stadtteil Washington Heights auf, wo er schon früh brasilianische, afro-kubanische und populäre Musik hörte. Seine Mutter, die zuhause für die Familie und für Freunde sang, weckte sein Interesse für Musik. Ein wichtiges Erfolgserlebnis war das Lob seiner Musiklehrerin, nachdem er bei einem Weihnachtsspiel der Schule O Holy Night gesungen hatte.
Bereits in den späten 1950er Jahren erhielt er einen Plattenvertrag bei Decca Records, für die er einige Singles aufnahm. 1964 wechselte er zu Columbia Records und versuchte sich, auf der Suche nach einer Karrieremöglichkeit, u. a. als Schlagersänger mit der deutschen Single Mexico Guitar / Zwei Augen voll Sonne (CBS 1701). Weiterhin arbeitete er als Songschreiber und Session-Gitarrist, u. a. 1965 auf dem Album Bringing It All Back Home von Bob Dylan.
Eine der ersten Coverversionen seiner eigenen Songs war Cotton Candy Sandman, aufgenommen von der Gruppe Harpers Bizarre 1968. Sein Lied Peaceful wurde von mehreren Künstlern interpretiert, u. a. von Georgie Fame 1969 und Helen Reddy, die damit 1973 Platz 12 der US-Charts erreichte.
Schon früh entdeckte Rankin seine Liebe für Jazz, besonders in Form der Bossa Nova von Antônio Carlos Jobim, João Gilberto, aber auch für Frank Sinatra und Johnny Mathis.
Zwar schrieb er selbst mehrere bemerkenswerte Songs, die u. a. von Mel Tormé, Peggy Lee und Carmen McRae aufgenommen wurden. Sein Schwerpunkt aber war die Bearbeitung von Liedern anderer Komponisten wie The Beatles (With a Little Help from My Friends, Penny Lane, While My Guitar Gently Weeps), Young Rascals (Groovin’), Bob Dylan (Mr. Tambourine Man) Curtis Mayfield (People Get Ready) oder Hank Williams (A House of Gold).
Paul McCartney hatte Rankin 1975, anlässlich der Aufnahme von Lennon und McCartney in die „Songwriters Hall of Fame“, gebeten, Blackbird zu singen. Sein Album Here in My Heart nahm er mit Sessionmusikern wie Michael Brecker und Ernie Watts hauptsächlich in Rio de Janeiro auf.
In den 1970er Jahren veröffentlichte er kontinuierlich Alben, von denen drei in die Top 100 der Billboard Album Charts gelangten.
Seit den 1980er Jahren konzentrierte er sich hauptsächlich auf Konzerte. Zu seiner Darbietung sagte er in der Biografie seiner Website: „Meine Interpretation von Liedern ist rein emotional. Alle haben wir schon Enttäuschungen und ein gebrochenes Herz gehabt, und das ist es, was ich ausdrücken will. Man hat mir schon vorgeworfen, ich schweifte mit der Melodie ab, aber wenn ich singe fühle ich und denke nicht“.
In den 1990er Jahren wandte sich der Sänger mit der charakteristischen warmen Stimme und der Begleitung auf der klassischen Gitarre mehr seinen Jazz-Wurzeln zu und erreichte damit eine treue Fangemeinde. Mit seinen Begleitmusikern Alan Broadbent, Mike Wofford und Bill Watrous entwickelte er ein Live-Programm, das von Latin Jazz über sanfte Balladen bis hin zu Up-Tempo-Swing-Nummern reichte.
Er war mehr als 20 Mal Gast in The Tonight Show von Johnny Carson, der ein großer Verehrer von Rankin war und 1967 die Liner Notes zu dessen erstem Album Mind Dusters schrieb. Noch kurz vor seinem Tod arbeitete er mit dem Produzent Phil Ramone an einem neuen Album.
Kenny Rankin starb am 7. Juni 2009 in seinem Wohnort Los Angeles im Alter von 69 Jahren an Lungenkrebs. Er war von Yvonne Rodriguez-Calderone geschieden und hinterlässt seinen Sohn Chris, seine Töchter Gena Rankin-Ray und Chandra Rankin sowie eine Enkeltochter.

## Diskografie

### Alben
| Jahr | Titel              | Höchstplatzierung, Gesamtwochen, AuszeichnungChartsChartplatzierungen (Jahr, Titel, Platzierungen, Wochen, Auszeichnungen, Anmerkungen) | Anmerkungen                                                                     |
| Jahr | Titel              | US | Anmerkungen                                                                     |
| ---- | ------------------ | --- | ------------------------------------------------------------------------------- |
| 1972 | Like a Seed        | US184 (8 Wo.)US | Erstveröffentlichung: August 1972 Produzenten: Jack Lewis, Monte Kay            |
| 1974 | Silver Morning     | US63 (25 Wo.)US | Erstveröffentlichung: November 1974 Produzenten: Jack Lewis, Michael Stewart    |
| 1975 | Inside             | US81 (15 Wo.)US | Erstveröffentlichung: Dezember 1975 Produzenten: Michael Stewart, Yvonne Rankin |
| 1977 | Kenny Rankin Album | US99 (23 Wo.)US | Erstveröffentlichung: März 1977 Produzent: Michael Stewart                      |
| 1980 | After the Roses    | US171 (6 Wo.)US | Erstveröffentlichung: Juni 1980 Produzenten: Arif Mardin, Don Costa             |

Weitere Alben
- 1967: Mind-Dusters
- 1969: Family
- 1988: Hiding in Myself
- 1991: Because of You
- 1995: Professional Dreamer
- 1997: Here in My Heart
- 1999: The Bottom Line Encore Collection
- 1999: Christmas
- 2001: Haven’t We Met?
- 2002: A Song for You
- 2015: The Bottom Line Archive Kenny Rankin

### Kompilationen
- 1996: Peaceful: The Best of Kenny Rankin
- 2015: Café Après-Midi 15th Anniversary: Kenny Rankin

### Singles
- 1957: Saturday After the Game
- 1958: My Popular Baby
- 1959: Cindy Loo (My Cinderella)
- 1959: I Cry by Night
- 1960: What Do You Want to Make Those Eyes at Me For
- 1960: Casey Jones (The Brave Engineer)
- 1960: Sure as You’re Born
- 1961: Go Home Little Girl (als Ken Rankin)
- 1963: Baby Goodbye
- 1964: Where Did My Little Girl Go
- 1964: Mexico Guitar / Zwei Augen voll Sonnenschein
- 1965: There’ll Be No Other Love (For Me)
- 1966: Come On and Be My Love (als Kenny and Yvonne, mit Yvonne Rankin)
- 1966: In the Name of Love
- 1968: Peaceful
- 1973: Comin’ Down
- 1973: Sometimes
- 1974: Why Do Fools Fall in Love
- 1975: Penny Lane (Original: The Beatles, 1967)
- 1975: Silver Morning
- 1976: Creepin’ (Original: Stevie Wonder, 1974)
- 1976: Sunday Kind of Love
- 1977: On and On (Original: Stephen Bishop, 1976)
- 1977: When Sunny Gets Blue (Original: Mel Tormé, 1956)
- 1980: Regrets (Original: James Brown, 1980)
- 1983: Polonaise (mit Laura Nyro)
- 1988: Keep the Candle Burning

### Videoalben
- 1990: The Jazz Channel Presents Kenny Rankin
- 2001: Haven’t We Met?